# Korma
El korma, también qorma Kavurma o kurma, es un curry de sabor suave originario de la India y Turquía y que a menudo se elabora con salsa de yogur, crema de leche o nueces. El korma suele hacerse con leche de coco. Existen variantes muy populares de korma para la cocina vegetariana. Este curry suele emplearse como acompañamiento en platos de arroz, tales como el biryani.

## Ingredientes
El sabor suave de este curry es una mezcla de diferentes especias: coriandro, comino, cardamomo, y clavo en una proporción 8:2:1:1, combinado todo ello con yogur o nata. Se emplean nueces pero no en grandes cantidades; las almendras o anacardos parecen ir bien también con este curry.